# Monika Kaserer
Monika Kaserer, née le 11 mai 1952 à Neukirchen am Grossvenediger, est une skieuse alpine autrichienne.

## Palmarès

### Jeux olympiques d'hiver
| Épreuve / Édition | Descente | Slalom géant | Slalom  |
| JO 1972 Sapporo   | 30e      | 13e          | 7e      |
| JO 1976 Innsbruck | 9e       | 6e           | Abandon |

| Épreuve / Édition                    | Descente | Slalom géant | Slalom  | Combiné |
| JO 1972 Sapporo                      | 30e      | 13e          | 7e      | 4e      |
| Mondiaux 1974 Saint-Moritz           | 11e      | 5e           | 7e      | Bronze  |
| JO 1976 Innsbruck                    | 9e       | 6e           | Abandon | —       |
| Mondiaux 1978 Garmisch-Partenkirchen | —        | Abandon      | Bronze  | —       |

### Coupe du monde
- Meilleur résultat au classement général : 2e en 1973 et 1974
  - Vainqueur de la coupe du monde de géant en 1973
  - 10 victoires : 8 géants, 1 slalom et 1 parallèle
  - 42 podiums

#### Saison par saison
- Coupe du monde 1969 :
  - Classement général : 24e
- Coupe du monde 1971 :
  - Classement général : 19e
- Coupe du monde 1972 :
  - Classement général : 4e
- Coupe du monde 1973 :
  - Classement général : 2e
    - Vainqueur de la coupe du monde de géant
    - 2 victoires en géant : Les Contamines et Abetone
    - 1 victoire en slalom : Grindelwald
- Coupe du monde 1974 :
  - Classement général : 2e
    - 2 victoires en géant : Grindelwald et Vysoke Tatry
- Coupe du monde 1975 :
  - Classement général : 9e
    - 1 victoire en parallèle : Val Gardena
- Coupe du monde 1976 :
  - Classement général : 3e
    - 2 victoires en géant : Meiringen et Mont Sainte-Anne
- Coupe du monde 1977 :
  - Classement général : 3e
    - 2 victoires en géant : Megève et Furano
- Coupe du monde 1978 :
  - Classement général : 8e
- Coupe du monde 1979 :
  - Classement général : 20e
- Coupe du monde 1980 :
  - Classement général : 51e

### Arlberg-Kandahar
- Meilleur résultat : 3e place dans le slalom 1971-72 à Sestrières et 1973 à Chamonix